# إيداروبيسين
إيداروبيسين (بالإنجليزية: Idarubicin)‏ هو دواء يُستعمل في علاج ابيضاض المحببات المزمن، ولوكيميا نخاعية حادة، وسرطان الثدي، وابيضاض الدم اللمفاوي، ولوكيميا حادة بخلايا النخاع الخديج حسب إدارة الغذاء والدواء الأمريكية. إيداروبيسين هو مثبط الحمض النووي.